# Whisky a Go Go
Whisky a Go Go je noční klub v Západním Hollywoodu v Kalifornii. Nachází se na Sunset Boulevard na Sunset Strip. Klub byl oficiálně otevřen 11. ledna 1964. V druhé polovině 60. let se klub stal domovskou základnou mnoha později slavných kapel jako byli např. The Doors, The Byrds či Love. V sedmdesátých letech v klubu vystupovali zejména punkrockové skupiny, v devadesátých letech klub hostil grungeové kapely jako byla Nirvana, Soundgarden či Mudhoney.